# Мартинес, Оливье
Оливье́ Марти́нес (фр. Olivier Martinez; род. 12 января 1966, Париж, Франция) — французский актёр.

## Биография
Оливье Мартинес родился в Париже в 1966 году. Отец актёра был боксёром, уроженцем Испанского Марокко, а мать — секретарша-француженка. Азы актёрского мастерства постигал в Высшей национальной консерватории драматического искусства. В 1994 году завоевал престижную награду — премию «Сезар» за роль в фильме «Раз, два, три... замри!». Наиболее заметная работа в Голливуде — фильм «Неверная».

## Личная жизнь
Состоял в отношениях с актрисами Мирой Сорвино и Гойей Толедо, а также с певицей Кайли Миноуг. С 13 июля 2013 по 28 октября 2015 года Мартинес был женат на голливудской актрисе Хэлли Берри (развод завершился в декабре 2016 года). В октябре 2013 года родился их общий сын — Масео Роберт Мартинес.

## Фильмография
| Год  |     | Русское название                 | Оригинальное название          | Роль                        |
| ---- | --- | -------------------------------- | ------------------------------ | --------------------------- |
| 1990 | с   | Комиссар Наварро                 | Navarro                        | Ролло                       |
| 1990 | ф   |                                  | Plein fer                      | Паскаль                     |
| 1992 | тф  |                                  | Odyssée bidon                  | Фил                         |
| 1992 | ф   | ИП5: Остров мастодонтов          | IP5: L'île aux pachydermes     | Тони                        |
| 1992 | кор | Невидимые пароли                 | Les paroles invisibles         | парень                      |
| 1993 | ф   | Раз, два, три... замри!          | Un, deux, trois, soleil        | Поль                        |
| 1995 | ф   | Гусар на крыше                   | Le hussard sur le toit         | Анджело Парди               |
| 1996 | ф   | Мужчина моей жизни               | Mon homme                      | Жан-Франсуа                 |
| 1997 | ф   | Горничная с «Титаника»           | La femme de chambre du Titanic | Хорти                       |
| 1999 | ф   |                                  | La ciudad de los prodigios     | Онофре Бувила               |
| 2000 | ф   | Тюряжка                          | La taule                       | немой                       |
| 2000 | ф   |                                  | Toreros                        | Мануэль                     |
| 2000 | ф   | Пока не наступит ночь            | Before Night Falls             | Лазаро Гомес Кариллес       |
| 2000 | ф   |                                  | Nosotras                       | Дэвид                       |
| 2000 | ф   | Тореадор                         | Bullfighter                    | Жак                         |
| 2002 | ф   | Страстная неделя                 | Semana Santa                   | Quemada                     |
| 2002 | ф   | Неверная                         | Unfaithful                     | Пол Мартель                 |
| 2003 | тф  | Римская весна миссис Стоун       | The Roman Spring of Mrs. Stone | Паоло ди Лио                |
| 2003 | ф   | S.W.A.T.: Спецназ города ангелов | S.W.A.T.                       | Алекс Монтель               |
| 2003 | с   |                                  | La méthode Cauet               | камео                       |
| 2004 | ф   | Забирая жизни                    | Taking Lives                   | Пакетт                      |
| 2007 | ф   | Кровь и шоколад                  | Blood and Chocolate            | Габриэль                    |
| 2010 | ф   | Рыцарь дня                       | Knight and Day                 | мужчина на пляже            |
| 2012 | ф   | Заклинательница акул             | Dark Tide                      | Джефф                       |
| 2012 | с   | Кибергеддон                      | Cybergeddon                    | Густов Добрефф              |
| 2012 | с   |                                  | Cybergeddon Zips               | Густов                      |
| 2013 | ф   | Лекарь: Ученик Авиценны          | The Physician                  | шах Ала-ад-Даула            |
| 2014 | с   | Месть                            | Revenge                        | Паскаль Лемаршаль           |
| 2015 | с   | Восстание Техаса                 | Texas Rising                   | Антонио Лопес ди Санта Анна |
| 2016 | с   | Марс                             | Mars                           | Эд Гренн                    |
| 2020 | ф   | Империя комаров                  | Mosquito State                 | Эдвард Вернер               |

## Награды и номинации
| Год  | Награда            | Категория                    | Работа                  | Результат |
| ---- | ------------------ | ---------------------------- | ----------------------- | --------- |
| 1993 | Премия Жана Габена |                              |                         | Победа    |
| 1993 | Сезар              | Самый многообещающий актёр   | ИП5: Остров мастодонтов | Номинация |
| 1994 | Сезар              | Самый многообещающий актёр   | Раз, два, три... замри! | Победа    |
| 2013 | Streamy Awards     | Best Male Performance: Drama | Кибергеддон             | Номинация |